# Tetreuaresta spectabilis
Tetreuaresta spectabilis es una especie de insecto del género Tetreuaresta de la familia Tephritidae del orden Diptera.

## Historia
Friedrich Hermann Loew la describió científicamente por primera vez en el año 1873.